# Бріджервейт
Бріджервейт (англ. bridgerweight), також відомий як суперкрузервейт (англ. super cruiserweight) — це вагова категорія в професійному боксі, яка була створена  WBC в 2020 році та визнана WBA в 2023 році. Ця категорія призначена для боксерів вагою від 200 фунтів (91 кг) до 224 фунти (102 кг). Вага названа на честь шестирічного американця Бріджера Вокера, який у липні 2020 року врятував свою чотирирічну сестру від бродячого собаки.

## Історія
Після вручення Бріджеру Вокеру чемпіонського поясу та призначення його «Почесним чемпіоном» у липні 2020 року WBC оголосила про заснування бріджервейту через чотири місяці, 9 листопада. Він розташований між дивізіонами WBC у напівважкій і важкій вазі. Президент WBC Маурісіо Сулейман сказав про рішення створити нову вагу: «Ми вирішили створити новий дивізіон під назвою «Бріджер», оскільки це міст, необхідний для обслуговування великої кількості боксерів вагою від 200 до 224 фунтів. Ця назва натхненна тим героєм людства, шестирічним хлопчиком, який героїчно врятував свою чотирирічну сестричку від нападу дикого пса під час пандемії; так, цей новий розділ натхненний Бріджером Вокером».
У грудні 2020 року WBC оголосила про перший набір рейтингів для нового дивізіону, де Оскар Рівас посів перше місце.
Перший бій відбувся 3 квітня 2021 року, коли Джеовані Брузон переміг Хосе Германа Гарсію Монтеса технічним рішенням у восьми раундах і виграв титул WBC Latino.
Інавгураційний бій за чемпіонство світу відбувся 22 жовтня між Оскаром Рівасом і Раяном Розікі, де Рівас переміг у дванадцяти раундах одноголосним рішенням суддів.
5 січня 2023 року WBC оголосила свій чемпіонський титул у бриджервейті (224 фунти) вакантним. Перший і єдиний чемпіон Оскар Рівас, за даними WBC, постраждав від відшарування сітківки ока, і його майбутнє невизначене.
22 квітня 2023 року Лукаш Розанскі завоював вакантний титул чемпіона WBC у бріджервейті, перемігши Алена Бабіча в першому раунді в Польщі.
У серпні 2023 року Misfits Boxing оголосила, що вагову категорію бриджер буде включено до їхніх офіційних вагових категорій з обмеженням у 205 фунтів. Всесвітня боксерська асоціація оголосила про запровадження нової  ваги 224 фунти в грудні 2023 року.  На момент запровадження категорії вона отримала назву «бріджервейт». Євген Тищенко переміг Леона Харта 9 грудня 2023 року, щоб стати першим чемпіоном світу за версією WBA у бріджервейті, але згодом був позбавлений після позитивного результату тесту на заборонену речовину. 16 грудня 2023 року Хуліо Сезар Ла Круз отримав золотий титул WBA.
24 травня 2024 року Лоуренс Околі переміг Лукаша Розанскі в першому раунді, вигравши титул WBC у цій вазі.
12 липня 2024 року Муслім Гаджімагомедов став першим чемпіоном світу за версією WBA у бріджервейті, перемігши у 4-му раунді Чжаосіня Чжана з Китаю.
8 жовтня 2024 Ловренс Околі звільнив титул WBC і піднявся у важку вагу. Тимчасовий чемпіон Кевін Лерена був підвищений до повноцінного чемпіона.

## Чемпіони
Чоловіки
| Організація | Дата здобуття | Чемпіон               | Рекорд       | Захисти |
| ----------- | ------------- | --------------------- | ------------ | ------- |
| WBA         | 12 липня 2024 | Муслім Гаджімагомедов | 5–0 (3 KO)   | 1       |
| WBC         | 9 жовтня 2024 | Кевін Лерена          | 31-3 (15 КО) | 1       |